# 제이 보스로이드
제이 보스로이드(Jay Bothroyd, 1982년 5월 5일 ~ )는 스트라이커로 뛰었던 잉글랜드의 전 축구 선수이며, 과거 잉글랜드 축구 국가대표팀에서도 출전했던 경험이 있다.